# آصف سعید خان کهوسه
آصف سعید خان کهوسه (اردو: آصف سعید خان کھوسہ؛ زادهٔ ۲۱ دسامبر ۱۹۵۴) قاضی اهل پاکستان است. وی در سال ۲۰۱۹ قاضی ارشد پاکستان بوده‌است.